# Arbeitskreis Verkehr und Umwelt UMKEHR
Der Arbeitskreis Verkehr und Umwelt UMKEHR e.V. (früher Arbeitskreis Verkehr im Bundesverband Bürgerinitiativen Umweltschutz (BBU)) unterstützt Bürgerinitiativen und Verkehrsvereinigungen bei ihrem Engagement für einen menschengerechten und umweltgerechten Verkehr. Fußgänger, Radfahrer und Nutzer des öffentlichen Personennahverkehrs sollen Vorrang vor dem Autoverkehr haben. Auto- und Flugverkehr sollen reduziert werden und Bürger sollen umfassend an Verkehrsplanungen beteiligt werden. UMKEHR e.V. wurde 1978 in Berlin zur Koordinierung der Verkehrs-Bürgerinitiativen-Bewegung gegründet.

## Wirken
Nach der Ölkrise von 1973/74 erlitt der Ansatz zu einer umweltbewussten Verkehrspolitik einen schweren Rückschlag. Die Bürgerinitiativen und Dachverbände der Umweltbewegung bildeten ein zu schwaches Gegengewicht zu den ökonomischen Interessen und organisierten sich erst Ende der 1970er Jahre überregional im Arbeitskreis Verkehr und Umwelt.
Das Informations- und Beratungsbüro für Verkehr und Umwelt UMKEHR e.V. berät Bürger und gibt Hilfe zur Selbsthilfe im Bereich Verkehr und Verkehrspolitik. Der Verein UMKEHR e.V. gibt die Zeitschrift mobilogisch! heraus, die Fachleute und interessierte Laien über aktuelle Diskussionen im Bereich Verkehr und Räumliche Mobilität informiert. Alle zwei Jahre veranstaltet UMKEHR e.V. in wechselnden Städten gemeinsam mit den dortigen Initiativen den Bundesweiten Umwelt- und Verkehrskongress (BUVKO). Dieser Kongress verbindet Inhaltsvermittlung, Diskussion, Aktion und Kultur.
UMKEHR e.V. ist Mitglied im Netzwerk Bahn für Alle, im Bundesverband Bürgerinitiativen Umweltschutz (BBU) und Gründungsmitglied des Verkehrsclub Deutschland (VCD).

## Fachbibliothek und Facharchiv
UMKEHR e.V. führt eine Fachbibliothek und ein Archiv mit Materialien zu den Themen menschengerechter und umweltverträglicher Verkehr.

## Vorstand
- Lutz Meinert (Vorstand)
- Frank Biermann (Schriftführer)
- Stefan Lieb (Kassierer)

## Gremien
Die Gremien des Vereins sind der Vorstand und die Mitgliederversammlung.

## Fachzeitschrift
Alle drei Monate erscheint die Fachzeitschrift Mobilogisch zum Verkehrsbereich, die von Umkehr e.V. in Kooperation mit dem Fachverband Fußverkehr Deutschland FUSS e.V. herausgegeben wird.